# Qi Lu

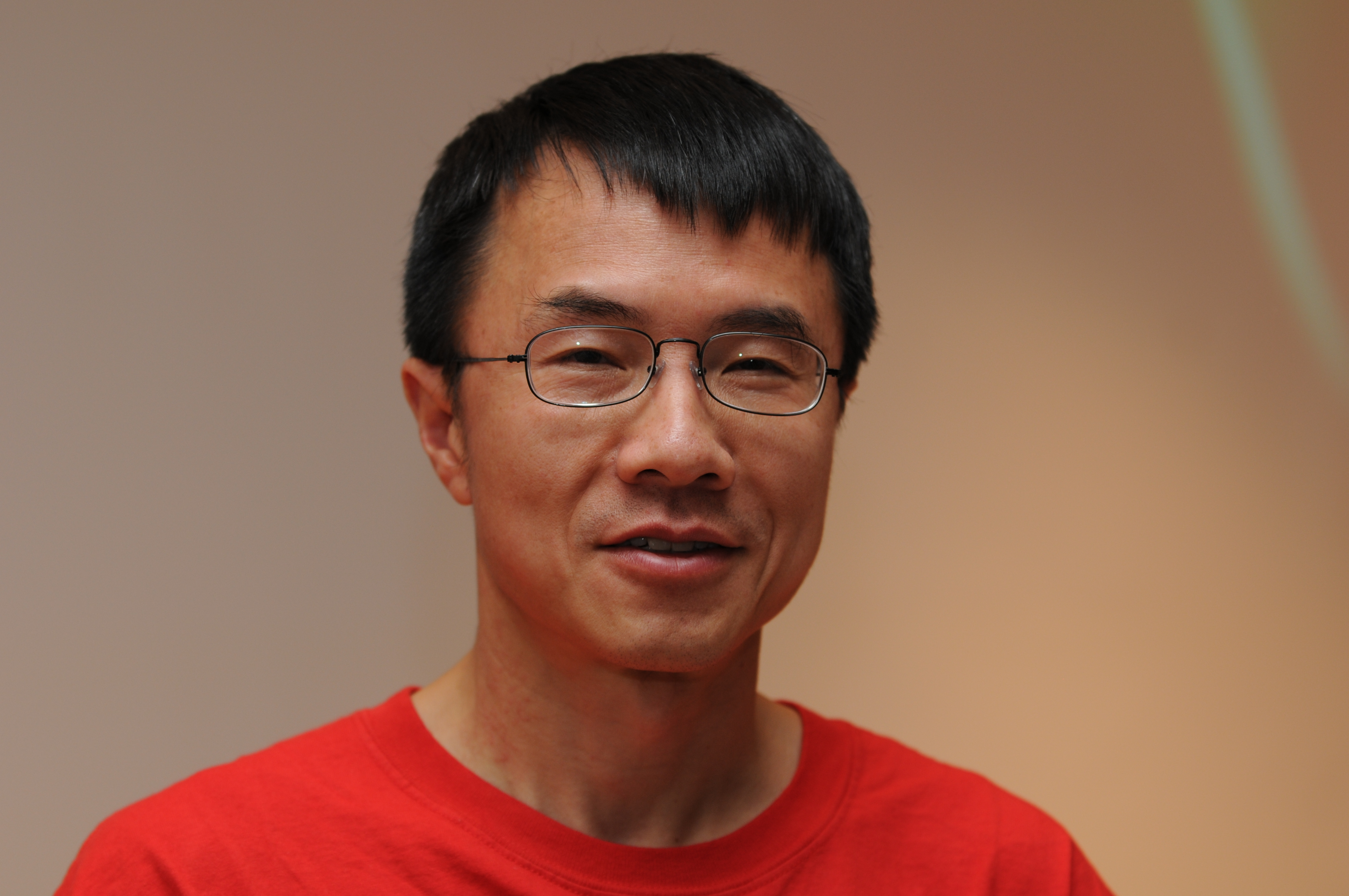
Qi Lu, 2009

Qi Lu é um engenheiro chinês, ex-funcionário da Yahoo! e atualmente contratado pela Microsoft, onde coordena a área de sistemas de busca.
Ele nasceu em Xangai no início dos anos 60, em meio à Revolução Cultural chinesa. Por causa da perseguição da ditadura, seus pais o mandaram ainda garoto para a casa do avô, na província de Jiangsu. Lu passou sua infância num vilarejo habitado por 400 famílias, onde predominava a agricultura de subsistência. A figura mais notável da comunidade era a professora. Uma única, que dava aula para todos os alunos, independentemente da matéria e da série da crianças.
Depois de passar por exames apertados, conseguiu uma vaga na Fundan University, em Xangai.
A vida de Qi Lu ganhou outro rumo quando ele foi assistir a uma apresentação do professor Edmund M. Clarke, da universidade americana Carnegie Mellon. Clarke ficou impressionado com as perguntas feitas pelo jovem chinês e resolveu oferecer-lhe uma bolsa de estudos para Ph.D. Clarke pagou a inscrição de US$45, equivalente a quatro salários e meio de Qi Lu como professor universitário na China. Qi Lu passou no exame e mudou-se para os Estados Unidos. Enquanto estudava, começou a trabalhar na IBM, em 1996. Ajudou a desenvolver a Altavista, um dos primeiros buscadores. Depois foi chamado para o Yahoo!. Dez anos depois, quando saiu, liderava um time de 3 mil engenheiros, que o homenageou com uma camiseta com as frases: "Eu trabalhei com Qi Lu. E você?".